# Шервуд, Сергей Владимирович
Сергей Влади́мирович Ше́рвуд (1 [13] декабря 1858, Москва, Российская империя — 17 [29] августа 1899, там же) — русский архитектор, строитель храмов в Подмосковье и особняков в центре Москвы, представитель творческой династии Шервудов.

## Биография
Старший сын художника, архитектора и скульптора, одного из главных идеологов русского стиля в архитектуре Владимира Иосифовича (Осиповича) Шервуда. Представитель творческой династии Шервудов. Окончил Московское училище живописи, ваяния и зодчества в 1889 году со званием классного художника архитектуры. Помогал отцу.

## Характеристика стиля
В своих церковных постройках придерживался «неорусской» стилистической ориентации (соборный Казанский храм Шамординского Свято-Амвросиевского монастыря Калужской губернии, 1895—1901), в проектах же частных особняков свободно варьировал различные декоративно-тектонические формулы (необарочный особняк на Пятницкой улице в Москве; известен также под обиходным названием «Дом со львами на Пятницкой»).

## Постройки
- Пристройка к церкви святого Николая (1894, Москва, Мясницкая улица) не сохранилась;
- Особняк М. И. Рекк (1897, Москва, Пятницкая улица, 64);
- Особняк (1897, Москва, Новокузнецкая улица, 44), перестроен в 1910 году;
- Церковь Воздвижения Честного Креста Господня (1895, с. Дарна Истринского района Московской области)[3];
- Судостроительный завод «Крымский Бромлей» у Крымского моста (1893—1895, Москва, позже перестроен в здание администрации парка Горького)[4]
- Собор Иконы Божией Матери Казанская в Казанской Амвросиевской пустыни (1895, с. Шамордино Калужской области)[5];
- Доходный дом Московского торгово-строительного акционерного общества (1899—1900, Милютинский переулок, 13)[6];
- Храм святителя Тихона Задонского (1907—1909, Клин), построен по проекту С. В. Шервуда уже после его смерти. Храм был закрыт в 1924 году и в 1990 году вновь освящен в честь святого Тихона Патриарха Всероссийского.